# Märsön (ort)
Märsön är en tätort i Enköpings kommun och Uppsala län. Den omfattar bebyggelse i Västra och Östra Märsön vid riksväg 55 på ön Märsön i Enköpings-Näs socken. SCB har före 2018 avgränsat bebyggelsen till en småort, för att efter befolkningstillväxt klassat den som tätort 2018.

## Befolkningsutveckling
| Befolkningsutvecklingen i Märsön 1990–2020 | Befolkningsutvecklingen i Märsön 1990–2020 | Befolkningsutvecklingen i Märsön 1990–2020 | Befolkningsutvecklingen i Märsön 1990–2020 | Befolkningsutvecklingen i Märsön 1990–2020 |
| ------------------------------------------ | ------------------------------------------ | ------------------------------------------ | ------------------------------------------ | ------------------------------------------ |
|                                            |                                            |                                            |                                            |                                            |
| År                                         |                                            |                                            | Folkmängd                                  | Areal (ha)                                 |
| 1990                                       | 1990                                       |                                            | 181                                        | 101#                                       |
| 1995                                       | 1995                                       |                                            | 147                                        | 149#                                       |
| 2000                                       | 2000                                       |                                            | 151                                        | 149#                                       |
| 2005                                       | 2005                                       |                                            | 195                                        | 150#                                       |
| 2010                                       | 2010                                       |                                            | 215                                        | 150#                                       |
| 2015                                       | 2015                                       |                                            | 199                                        | 158#                                       |
| 2020                                       | 2020                                       |                                            | 228                                        | 180                                        |
| Anm.: # Som småort.                        |                                            |                                            |                                            |                                            |